# Ronald Koeman
Ronald Koeman (født 21. marts 1963 i Zaandam, Holland) er en tidligere hollandsk fodboldspiller og træner. Han var som midterforsvarer en vigtig del af det legendariske FC Barcelona-mandskab fra starten af 1990'erne, samt for Hollands landshold. Han spillede desuden for alle de tre hollandske storklubber, Ajax Amsterdam, PSV Eindhoven samt Feyenoord Rotterdam, og gennem karrieren har han vundet talrige titler som både spiller og træner. 
Som træner har en stået i spidsen for bl.a. AFC Ajax, PSV, Everton, Barcelona og det hollandske landshold. 
Han er lillebror til en anden tidligere hollandsk landsholdspiller, Erwin Koeman.

## Klubkarriere

### FC Groningen
Koeman startede sin professionelle karriere i 1980, hvor han skrev kontrakt med nordhollandske traditionsklub FC Groningen. Her tilbragte han de første tre år af sin karriere, og hans præstationer skaffede ham i 1983 både landsholdsdebut samt et skifte til storklubben Ajax Amsterdam.

### Ajax Amsterdam
Koeman tilbragte de følgende tre sæsoner hos hovedstadsklubben, og det var i denne periode at hans karriere for alvor tog fart. Han var med til at gøre holdet til hollandsk mester i 1985, og året efter sikrede man sig landets pokalturnering KNVB Cup. I 1986 valgte han imidlertid at skifte til Ajax' ærkerivaler, PSV Eindhoven.

### PSV Eindhoven
Fra 1986 til 1989 spillede Koeman hos PSV, og opholdet blev præget af adskillige titler og individuelle hædersbevisninger. I alle hans tre sæsoner i klubben vandt holdet Æresdivisionen, og blev i både 1988 og 1989 desuden hollands pokalvinder. Kronen på værket var sejren i Mesterholdenes Europa Cup i 1988, hvor man i finalen besejrede portugisiske Benfica efter straffesparkskonkurrence. Koeman scorede på PSV's første spark i konkurrencen.
Koeman blev under opholdet i PSV kåret til Årets Fodboldspiller i Holland i både 1987 og 1988.

### FC Barcelona
Koemans største tid som fodboldspiller startede da han i 1989 skiftede til den spanske La Liga-storklub FC Barcelona, under ledelse af landsmanden Johan Cruyff. Her var han, blandt andet som holdkammerat med danske Michael Laudrup, bulgareren Hristo Stoichkov, Gheorghe Hagi fra Rumænien samt Romario fra Brasilien, en del af det hold der vandt fire spanske mesterskaber i træk i starten af 1990'erne, og som opnåede et ry som et af de bedste fodboldhold i Europa gennem historien.
Udover de fire mesterskaber, der blev sikret i årene 1991 til 1994, vandt Koeman med Barcelona pokalturneringen Copa del Rey i 1990, tre spanske Super Cup-titler, samt Mesterholdenes Europa Cup og UEFA Super Cup i 1992. Finalen i Mesterholdenes Europa Cup, der i øvrigt var den sidste inden turneringen skiftede navn til UEFA Champions League, blev vundet med 1-0 over italienske UC Sampdoria. Koeman blev matchvinder, da han i anden halvleg af overtiden scorede sejrsmålet direkte på frispark. Netop frisparkene viste sig som en af den hårdtskydende Koemans allerstørste forcer.

### Feyenoord
Efter at have opnået legendestatus på Camp Nou forlod Koeman i 1995 FC Barcelona, og skiftede tilbage til hjemlandet, hvor han skrev kontrakt med Rotterdam-klubben Feyenoord. Her spillede han de sidste to sæsoner af sin aktive karriere, på et tidspunkt hvor han allerede havde trukket sig tilbage fra landsholdet. Han sluttede sin karriere med at have spillet 533 kampe og scoret 193 mål. Dette gør ham til den mest scorende forsvarsspiller nogensinde i fodboldens historie, foran argentineren Daniel Passarella.

## Landshold
Koeman spillede i årene mellem 1983 og 1994 78 kampe for Hollands landshold, hvori han scorede 14 mål. Hans første slutrunde var EM i 1988 i Vesttyskland, hvor han var med til at føre hollænderne frem til deres første titel nogensinde. Han var efterfølgende med til VM i 1990 i Italien og EM i 1992 i Sverige, inden han sluttede sin karriere efter at have ført holdet frem til kvartfinalerne ved VM i 1994 i USA.

## Trænerkarriere
Efter at have indstillet sin aktive karriere i 1997 kastede Koeman sig over trænergerningen, hvor hans første job blev en assistentstilling på det hollandske landshold. Fra 1998 til 2000 var han desuden assistent i sin gamle hjerteklub FC Barcelona, der på dette tidspunkt var under ledelse af Koemans landsmand Louis van Gaal.
I år 2000 fik Koeman sin første stilling som cheftræner, da han fik overdraget ansvaret for Vitesse Arnhem. Efter kun én sæson i klubben blev han dog headhuntet til et job i sin gamle klub Ajax Amsterdam. Her stod han i fire år i spidsen for holdet, og førte i denne periode klubben frem til to hollandske mesterskaber og én pokaltitel. 
Efter at have tilbragt et enkelt skuffende år i portugisiske SL Benfica blev Koeman i 2006 for tredje gang træner for en af sine gamle hold som spiller, da han overtog ansvaret for PSV Eindhoven. Han stod kun i spidsen for holdet en enkelt sæson, og vandt mesterskabet. Derefter kom han til Spanien og var i én sæson træner for Valencia CF. Han hjalp holdet til en Copa del Rey-sejr, men blev alligevel fyret på grund af skuffende resultater i ligaen. 
Efter at Koemans gamle chef i FC Barcelona, Louis van Gaal, i sommeren 2009 forlod klubben, blev Koeman udnævnt til ny træner for AZ Alkmaar. 
Koeman var senest træner for FC Barcelona. Han blev opsagt i oktober 2021 efter svigtende resultater for klubben.

## Titler

### Titler som spiller
Æresdivisionen
- 1985 med Ajax Amsterdam
- 1987, 1988 og 1989 med PSV Eindhoven

KNVB Cup
- 1986 med Ajax Amsterdam
- 1988 og 1989 med PSV Eindhoven

La Liga
- 1991, 1992, 1993 og 1994 med FC Barcelona

Copa del Rey
- 1990 med FC Barcelona

Mesterholdenes Europa Cup
- 1988 med PSV Eindhoven
- 1992 med FC Barcelona

UEFA Super Cup
- 1992 med FC Barcelona

### Titler som træner
Æresdivisionen
- 2002 og 2004 med Ajax Amsterdam
- 2007 med PSV Eindhoven

KNVB Cup
- 2002 med Ajax Amsterdam

Copa del Rey
- 2008 med Valencia CF